# (11191) Paskvić
(11191) Paskvić (1998 XW16) – planetoida z pasa głównego asteroid okrążająca Słońce w ciągu 4,92 lat w średniej odległości 2,89 j.a. Odkryta 15 grudnia 1998 roku.